# Luftfartygsregister
Luftfartygsregister är registersystem för huvudsakligen civila luftfartyg.
Internationella civila luftfartsorganisationen ställer krav på att varje stat skall registrera sina civila luftfartyg samt anger hur de skall märkas och vad ett register bör innehålla. Se Luftfartygsregistret om vilken typ av information som finns i det svenska registret.

## Lista över nationskoder
| Land                         | kod        |
| ---------------------------- | ---------- |
| Afghanistan                  | YA         |
| Albanien                     | ZA         |
| Algeriet                     | 7T         |
| Angola                       | D2         |
| Argentina                    | LQ, LV     |
| Australien                   | VH         |
| Bahamas                      | C6         |
| Bahrain                      | A9C        |
| Bangladesh                   | S2         |
| Barbados                     | 8P         |
| Belarus (Vitryssland)        | EW         |
| Belgien                      | OO         |
| Belize                       | V3         |
| Benin                        | TY         |
| Bhutan                       | A5         |
| Bolivia                      | CP         |
| Bosnien                      | T9         |
| Botswana                     | A2         |
| Brasilien                    | PP, PT     |
| Brunei                       | V8         |
| Bulgarien                    | LZ         |
| Burkina Faso                 | XT         |
| Burundi                      | 9U         |
| Canada                       | C, CF      |
| Centralafrika                | TL         |
| Chile                        | CC         |
| Colombia                     | HK         |
| Costa Rica                   | TI         |
| Cypern                       | 5B         |
| Danmark                      | OY         |
| Djibouti                     | J2         |
| Dominica                     | J7         |
| Dominikanska republiken      | HI         |
| Ecuador                      | HC         |
| Egypten                      | SU         |
| Ekvatorialguinea             | 3C         |
| Elfenbenskusten              | TU         |
| El Salvador                  | YS         |
| Estland                      | ES         |
| Etiopien                     | ET         |
| Fiji                         | DQ         |
| Filippinerna                 | PI         |
| Finland                      | OH         |
| Frankrike                    | F          |
| Gabon                        | TR         |
| Gambia                       | C5         |
| Ghana                        | 9G         |
| Grekland                     | SX         |
| Grenada                      | J3         |
| Guatemala                    | TG         |
| Guinea                       | 3X         |
| Guyana                       | 8R         |
| Haiti                        | HH         |
| Honduras                     | HR         |
| Hongkong                     | VR—H       |
| Indien                       | VT         |
| Indonesien                   | PK         |
| Irak                         | YI         |
| Iran                         | EP         |
| Irland                       | EI, EJ     |
| Island                       | TF         |
| Israel                       | 4X         |
| Italien                      | I          |
| Jamaica                      | 6Y         |
| Japan                        | JA         |
| Jordanien                    | JY         |
| Jugoslavien (fd)             | YU         |
| Kamerun                      | TJ         |
| Kambodja                     | XU         |
| Kap Verde                    | D4         |
| Kenya                        | 5Y         |
| Kina                         | B          |
| Kiribati                     | T3         |
| Kongo (Brazzaville)          | TN         |
| Kuba                         | CU         |
| Kuwait                       | 9K         |
| Laos                         | XW         |
| Lesotho                      | 7P         |
| Lettland                     | YL         |
| Libanon                      | OD         |
| Liberia                      | EL         |
| Libyen                       | 5A         |
| Litauen                      | LY         |
| Luxemburg                    | LX         |
| Madagaskar                   | 5R         |
| Makedonien                   | Z3         |
| Malawi                       | 7QY        |
| Malaysia                     | 9M         |
| Maldiverna                   | 8Q         |
| Mali                         | TZ         |
| Malta                        | 9H         |
| Marocko                      | CN         |
| Mauretanien                  | 5T         |
| Mauritius                    | 5B         |
| Mexiko                       | XA, XB, XC |
| Moçambique                   | C9         |
| Moldavien (Moldova)          | ER         |
| Monaco                       | 3A         |
| Mongoliet                    | JU         |
| Myanmar (Burma)              | XY, XZ     |
| Namibia                      | V5         |
| Nederländerna                | PH         |
| Nederländska Antillerna      | PJ         |
| Nepal                        | 9N         |
| Nicaragua                    | YN         |
| Niger                        | 5U         |
| Nigeria                      | 5N         |
| Nordkorea                    | P          |
| Norge                        | LN         |
| Nya Zeeland                  | ZK, ZL     |
| Oman                         | A4O        |
| Pakistan                     | AP         |
| Panama                       | HP         |
| Papua Nya Guinea             | P2         |
| Paraguay                     | ZP         |
| Peru                         | OB         |
| Polen                        | SP         |
| Portugal                     | CR, CS     |
| Puerto Rico (USA)            | ?          |
| Qatar                        | A7         |
| Rwanda                       | 9XR        |
| Rumänien                     | YR         |
| Ryssland                     | RA         |
| Sankta Lucia                 | J6         |
| Sankt Vincent & Grenadinerna | VP—P       |
| Samoa                        | 5W         |
| Saudiarabien                 | HZ         |
| Schweiz                      | HB         |
| Senegal                      | 6V, 6W     |
| Serbien                      | YU         |
| Seychellerna                 | S7         |
| Sierra Leone                 | SL         |
| Singapore                    | 9V         |
| Slovakien                    | OM         |
| Somalia                      | 6O         |
| Spanien                      | EC         |
| Sri Lanka                    | 4R         |
| Storbritannien               | G          |
| Sudan                        | ST         |
| Sverige                      | SE         |
| Swaziland                    | 3D         |
| Sydafrika                    | ZS, ZT, ZU |
| Sydkorea                     | HL         |
| Syrien                       | YK         |
| Taiwan                       | B          |
| Tanzania                     | 5H         |
| Tchad                        | TT         |
| Thailand                     | HS         |
| Tjeckien                     | OK         |
| Togo                         | 5V         |
| Trinidad & Tobago            | 9Y         |
| Tonga                        | A3         |
| Tunisien                     | TS         |
| Turkiet                      | TC         |
| Tuvalu                       | T2         |
| Tyskland                     | D          |
| Uganda                       | 5X         |
| Ukraina                      | UR         |
| Ungern                       | HA         |
| Uruguay                      | CX         |
| USA                          | N          |
| Vanuatu                      | YJ         |
| Venezuela                    | YV         |
| Vietnam                      | XV         |
| Zaïre (Kongo-Kinshasa)       | 9Q         |
| Zambia                       | 9J         |
| Zimbabwe                     | Z          |
| Österrike                    | OE         |

Enligt internationell överenskommelse skall alla civila luftfarkoster ges en identitet i register, som förs av den nation luftfartyget är hemmahörande i. Den vanligaste beteckningen har formen SE-ABC, där de första 1, 2 eller 3 tecknen (prefixet, bestående av en bokstavs- eller sifferkombination) avser nationen, sen ett bindestreck varefter de efterföljande tecknen är en inom nationen unik kombination. Sammanlagt skall beteckningen alltid innehålla 5 tecken. Nationer med många registrerade luftfarkoster kan ha flera prefix.
Registreringsbeteckningen gäller även som radioanropssignal. För luftfarkoster i reguljär trafik kan även flightnumret användas som anropssignal. Flight-numret inleds med en bokstavskombination, som identifierar det flygbolag som står för flygförbindelsen. (Exempelvis SAS för Scandinavian Airlines System, SAS; BAW för British Airways; DLH för Lufthansa o.s.v..) Efter bokstavskombinationen följer ett antal siffror och eventuellt även bokstäver, t.ex. DLH1JT eller SAS96T. Detta enligt ICAO-systemet. 

Det finns inte något samband mellan flightnumret och luftfarkostens registreringsbeteckning. För en viss förbindelse kan alltså än det ena flygplanet, än det andra sättas in, allt efter tillgången på plan. På samma sätt kan ett visst flygplan i radiotrafiken använda än det ena, än det andra flightnumret, allt efter den förbindelse planet trafikerar. 
För militära luftfartyg gäller särskilda regler.

## Bakgrund
Vid Commission Internationale de Navigation Aérienne (CINA)s konferens i Paris 1919 beslutades hur civila flygplan skulle märkas. Man bestämde att fem bokstäver skulle användas, av vilka den första bokstaven avsåg nationaliteten, följt av ett bindestreck och därefter de fyra övriga bokstäverna. De svarta bokstäverna i hela registerkoden skulle anbringas i ett vitmålat rektangulärt fält på flygplanskroppens båda sidor samt vingarnas över- och undersidor medan endast nationsbokstaven anbringades på båda sidor av fenan, sidrodret, stabilisatorn och höjdrodret. 
Vid International Commission for Air Navigation (ICAN)s konferens 1929 hade antalet nationer som behövde nationalitetsbeteckningar ökat kraftigt, och man beslöt att använda de två första bokstäverna för att ange nationaliteten. Man valde att följa International Telecommunication Convention (ITC)s redan etablerade nationskoder med undantag för de "stora" nationerna som fick behålla en bokstav (USA, Storbritannien med flera). För Sverige betydde det att man har rätt att använda beteckningen SA till SM som nationalitetsbeteckning, men man använder hittills endast SE. 
I dag är det FN-organet Internationella civila luftfartsorganisationen, ICAO, som genom Chicago Convention on International Civil Aviation utfärdar regler och riktlinjer för luftfartygens registrering och märkning och registrets innehåll. Vanligtvis används även luftfartygets nationalitets- och registreringsbeteckning som radioanropssignal.

## Några staters nationalitets- och registreringsbeteckningar

### Danmark
I Danmark förs registret av Statens Luftfartsvæsen under namnet Luftfartøjsregister. Första flygplanet med nationskoden OY inregistrerades 8 maj 1929. Vissa företag har fått en bokstavskod tilldelad. Skandinaviska Aero Industri A/S tilldelades OY-KZ för sina KZ-flygplan. Danska SAS-flygplan registreras med OY-KA, Mærsk har OY-MA och Sterling har OY-SA.
- OY - A används för motorflygplan
- OY - H serien är reserverade för helikoptrar
- OY - X används för segelflyg men X kan vara placerat på alla positioner i den treställiga koden OY-AXB eller OY-ABX
- OY - BO - varmluftsballonger

År 2005 fanns det i Danmark 984 motorflygplan, 116 motorsegelflygplan, 410 segelflygplan, 90 helikoptrar och 61 ballonger registrerade.

### Norge
Luftfartygsregistret i Norge handhas av Luftfartstilsynet under namnet Norges luftfartøyregister. Man använder prefixet LN- följt av en treställig kod där första bokstaven anger typ av luftfartyg. Registerhållningen av ultralätta flygplan har överförts till Norsk Aero Klubb (NAK). Man använder inte bokstäverna Æ, Ø och Å, inte heller kombinationerna LN-SOS, LN-PAN och LN-XXX eftersom de kan missförstås under radiokommunikation. Registreringskoden tilldelas i alfabetisk ordningsföljd. En tidigare kod skall vara inaktiv minst tre år innan den återanvänds. Ett flygplan som tidigare burit norsk registrering kan återfå sin tidigare registrering om den är ledig vid återregistreringen.
- LN-A och LN-B, flygplan
- LN-C, ballonger
- LN-D och LN-E, flygplan
- LN-G, segelflygplan
- LN-H till LN-N, flygplan
- LN-O, helikopter
- LN-Y, ultralätta flygplan

### Storbritannien
I Storbritannien ansvarar Civil Aviation Authority (CAA) för det civila luftfartygsregistret som förs under namnet UK Aircraft Register. Som nationalitetskod används bokstaven G som följs av en fyrställig kod av bokstäver. Det engelska registret omfattar 18 000 registrerade och aktiva luftfartyg; totalt finns med havererade och exportsålda luftfartyg som numera är avförda över 46 000 luftfartygsindivider registrerade. Utöver luftfartygsregistrering för CAA även ett register över födda och avlidna ombord på något brittiskt luftfartyg, samt ett register över saknade personer där ett brittiskt luftfartyg är inblandat. Man startade med registreringen 1919. Den första serien som användes var G-EAAA till G-EBZZ där man endast ändrade de tre sista bokstäverna i koden. När serien var slut övergick man till serien G-AAAA som under år 2001 nådde fram till koden G-CBAA. När en registrering en gång varit i bruk återanvänds den inte, såvida luftfartyget inte tidigare varit införd i registret. (Ett exporterat luftfartyg kan återvända till Storbritannien och återfå en tidigare registrering). Några koder är spärrade på grund av dess betydelse; av den orsaken används inte koderna PAN, SOS, TTT, XXX och ZC. Man har även uteslutit kombinationer som kan väcka anstöt. Den enda bokstav som är helt utesluten numera är bokstaven Q. Sedan 2005 måste även segelflygplan registreras. Detta register förs av British Gliding Association (BGA).

### Sverige
Se Luftfartygsregistret.

### Tyskland
Registret i Tyskland förs av Luftfahrt-Bundesamt i Braunschweig under namnet Luftfahrzeug-Kennung. 
Det moderna västtyska luftfartygsregistret skapades den 5 maj 1955 när man införde en fyrställig bokstavskombination där första bokstaven efter nationalitetsbokstaven angav flygplanets viktklass. Övriga positioner använder en stigande följd från A till O medan bokstäverna P till Z reserverades för flygplan från DDR. Efter Tysklands återförening används samtliga bokstäver. 
Till en början innehöll alla registreringar minst en vokal (inklusive Y), men eftersom registret växte i omfång tvingades man släppa fram registerkoder med bara konsonanter. En registrering kan återanvändas ett år efter att ett tidigare luftfartyg avregistrerat koden. Flera koder har använts fem sex gånger till olika luftfarkoster. Man kan inte se på farkosten ifall registreringen varit använd tidigare, men på luftvärdighetsbeviset anges antal tidigare registreringar med en siffra inom parentes efter registerkoden. Flygplanen skall enligt en bestämmelse från 1981 märkas med 30 centimeter höga bokstäver på flygplanskroppen. Flygplan som inte används eller avregistreras en längre period kan få en viloregistrering med ett R prefix. 
Segelflygplanen registrerades till en början av delstatliga myndigheter men i samband med att Luftfahrt-Bundesamt även tog över detta register infördes en nummerserie från D-0001 till D-9999. Ultralätta flygplan registreras inom serien D-MAAA till D-MZZZ.
- A: Flygplan med en totalvikt över 20 000 kg
- B: Flygplan med en totalvikt från 14 000 kg till 20 000 kg
- C: Flygplan med en totalvikt från 5 700 kg till 14 000 kg
- E: Enmotoriga flygplan med en totalvikt under 2 000 kg
- F: Enmotoriga flygplan med en totalvikt från 2000 kg till 5 700 kg
- G: Tvåmotoriga flygplan med en totalvikt under 2 000 kg
- H: Samtliga helikoptrar och autogyron oavsett vikt
- I: Tvåmotoriga flygplan med en totalvikt från 2000 kg till 5 700 kg
- K: Samtliga självstartande motorseglare
- L: Luftskepp
- M: Ultralätta luftfartyg med en högsta vikt av 472,5 kg
- N: Ultralätta segelflygplan och hängglidare
- O: Lättare än luft (varmluftsballong och gasballong)

### USA
I USA ansvarar Federal Aviation Administration för det civila luftfartygsregistret. Som nationalitetskod används bokstaven N som följs av en femställig kod. Från början bestod den femställiga koden endast av siffror men med ökat antal luftfartyg i registret tvingades man även införa bokstäver. Koden inleds alltid med en siffra från 1 till 9 och får inte avslutas med mer än två bokstäver. På grund av förväxlingsrisken använder man inte bokstäverna I och O. Systemet tillåter totalt 915,399 möjliga registreringar, men vissa kombinationer är reserverade för särskilda ändamål och luftfartyg som tillhör amerikanska staten. Före 1950 användes en extra bokstav efter landskoden; bokstaven var inte en del av den officiella registreringen men skulle anbringas på farkosten. 1936 importerades till Sverige en Stinson Junior S som gavs registreringen SE-AFE. Under sin tid i USA flög flygplanet med koden NC10897 målad på flygplanskroppen. Den officiella koden var N10897. Bokstaven C angav att flygplanet var normalklassat. Charles Lindberghs Spirit of St. Louis var experimentklassad med koden N-X-211. Sedan 1950 utfärdas inga C-,L-,R- och X-koder, men registreringen kan finnas kvar på äldre veteranflygplan. 
- Typkoder före 1950
- C - normalklassat flygplan
- L - limited
- R - restricted
- X - experimentflygplan

- Följande kombinationer används:

en till fem siffror (N12345) 
en till fyra siffror följt av en bokstav (N1234Z) 
en till tre siffror följt av två bokstäver (N123AZ) 
- N1 till N99 reserverat för Federal Aviation Administration (FAA)
- N1A till N9Z
- N1AA till N9ZZ
- N10 till N99 reserverat för Federal Aviation Administration (FAA)
- N10A till N99Z
- N10AA till N99ZZ
- N100 till N999
- N100A till N999Z
- N100AA till N999ZZ
- N1000 till N9999
- N1000A till N9999Z
- N10000 till N99999